# Eleições legislativas portuguesas de 2005 no distrito de Évora
| Eleições legislativas portuguesas de 2005 Distritos: Aveiro \| Beja \| Braga \| Bragança \| Castelo Branco \| Coimbra \| Évora \| Faro \| Guarda \| Leiria \| Lisboa \| Portalegre \| Porto \| Santarém \| Setúbal \| Viana do Castelo \| Vila Real \| Viseu \| Açores \| Madeira \| Estrangeiro |

## Resultados por Concelho
Os resultados nos concelhos do Distrito de Évora foram os seguintes:

### Alandroal
| Partido                 | Partido                        | Votos | %               | +/-  |
| ----------------------- | ------------------------------ | ----- | --------------- | ---- |
|                         | Partido Socialista             | 2 133 | 55,49 / 100,00  | 8,61 |
|                         | Coligação Democrática Unitária | 1 002 | 26,07 / 100,00  | 2,79 |
|                         | Partido Social Democrata       | 441   | 11,47 / 100,00  | 5,59 |
|                         | Bloco de Esquerda              | 88    | 2,29 / 100,00   | 1,74 |
|                         | PCTP/MRPP                      | 57    | 1,48 / 100,00   | 0,03 |
|                         | Partido Popular                | 53    | 1,38 / 100,00   | 1,63 |
|                         | Outros                         | 27    | 0,70 / 100,00   |      |
| Votos Inválidos         | Votos Inválidos                | 43    | 1,12 / 100,00   | 0,05 |
| Total                   | Total                          | 3 844 | 100,00 / 100,00 |      |
| Eleitorado/Participação | Eleitorado/Participação        | 5 763 | 66,70 / 100,00  | 4,70 |

| Freguesia                              | %     | %     | %     | %    | %    | %    | Votantes |
| Freguesia                              | PS    | CDU   | PSD   | BE   | PCTP | PP   | Votantes |
| -------------------------------------- | ----- | ----- | ----- | ---- | ---- | ---- | -------- |
| Alandroal (Nossa Senhora da Conceição) | 55,04 | 18,41 | 17,53 | 3,62 | 1,18 | 2,74 | 1 021    |
| Capelins (Santo António)               | 59,09 | 20,96 | 12,37 | 2,02 | 2,02 | 1,26 | 396      |
| Juromenha                              | 69,15 | 4,26  | 19,15 | 2,13 | 1,06 | 4,26 | 94       |
| Santiago Maior                         | 52,14 | 35,96 | 6,99  | 1,39 | 1,32 | 0,44 | 1 588    |
| São Brás dos Matos (Mina do Bugalho)   | 71,70 | 13,58 | 9,43  | 2,64 | 0,75 | 0    | 265      |
| Terena                                 | 52,92 | 25,00 | 12,29 | 2,50 | 2,71 | 1,88 | 480      |
| Alandroal                              | 55,49 | 26,07 | 11,47 | 2,29 | 1,48 | 1,38 | 3 844    |

### Arraiolos
| Partido                 | Partido                        | Votos | %               | +/-  |
| ----------------------- | ------------------------------ | ----- | --------------- | ---- |
|                         | Partido Socialista             | 1 959 | 43,55 / 100,00  | 6,89 |
|                         | Coligação Democrática Unitária | 1 462 | 32,50 / 100,00  | 2,85 |
|                         | Partido Social Democrata       | 597   | 13,27 / 100,00  | 6,31 |
|                         | Bloco de Esquerda              | 192   | 4,27 / 100,00   | 2,83 |
|                         | Partido Popular                | 87    | 1,93 / 100,00   | 0,82 |
|                         | PCTP/MRPP                      | 77    | 1,71 / 100,00   | 0,01 |
|                         | Outros                         | 36    | 0,80 / 100,00   |      |
| Votos Inválidos         | Votos Inválidos                | 88    | 1,96 / 100,00   | 0,26 |
| Total                   | Total                          | 4 498 | 100,00 / 100,00 |      |
| Eleitorado/Participação | Eleitorado/Participação        | 6 480 | 69,41 / 100,00  | 4,88 |

| Freguesia               | %     | %     | %     | %    | %    | %    | Votantes |
| Freguesia               | PS    | CDU   | PSD   | BE   | PP   | PCTP | Votantes |
| ----------------------- | ----- | ----- | ----- | ---- | ---- | ---- | -------- |
| Arraiolos               | 43,75 | 33,80 | 12,25 | 4,83 | 2,06 | 1,10 | 2 089    |
| Gafanhoeira (São Pedro) | 43,47 | 38,44 | 6,53  | 3,77 | 1,26 | 2,26 | 398      |
| Igrejinha               | 45,40 | 32,98 | 7,92  | 5,57 | 2,57 | 2,78 | 467      |
| Sabugueiro              | 33,77 | 55,84 | 5,52  | 0,65 | 0,65 | 1,30 | 308      |
| Santa Justa             | 40,91 | 40,91 | 8,33  | 2,27 | 0    | 3,79 | 132      |
| São Gregório            | 40,59 | 38,91 | 13,81 | 1,26 | 0,42 | 2,93 | 239      |
| Vimieiro                | 46,82 | 15,03 | 25,09 | 4,86 | 2,77 | 1,85 | 865      |
| Arraiolos               | 43,55 | 32,20 | 13,27 | 4,27 | 1,93 | 1,71 | 4 498    |

### Borba
| Partido                 | Partido                        | Votos | %               | +/-  |
| ----------------------- | ------------------------------ | ----- | --------------- | ---- |
|                         | Partido Socialista             | 2 967 | 63,57 / 100,00  | 6,35 |
|                         | Partido Social Democrata       | 619   | 13,26 / 100,00  | 7,54 |
|                         | Coligação Democrática Unitária | 593   | 12,71 / 100,00  | 0,68 |
|                         | Bloco de Esquerda              | 219   | 4,69 / 100,00   | 3,23 |
|                         | Partido Popular                | 105   | 2,25 / 100,00   | 1,41 |
|                         | PCTP/MRPP                      | 52    | 1,11 / 100,00   | 0,22 |
|                         | Outros                         | 32    | 0,69 / 100,00   |      |
| Votos Inválidos         | Votos Inválidos                | 80    | 1,72 / 100,00   | 0,51 |
| Total                   | Total                          | 4 667 | 100,00 / 100,00 |      |
| Eleitorado/Participação | Eleitorado/Participação        | 6 623 | 70,47 / 100,00  | 6,03 |

| Freguesia              | %     | %     | %     | %    | %    | %    | Votantes |
| Freguesia              | PS    | PSD   | CDU   | BE   | PP   | PCTP | Votantes |
| ---------------------- | ----- | ----- | ----- | ---- | ---- | ---- | -------- |
| Borba (Matriz)         | 60,91 | 15,00 | 13,03 | 5,10 | 2,45 | 1,01 | 2 080    |
| Borba (São Bartolomeu) | 55,52 | 17,07 | 16,64 | 4,30 | 3,44 | 0,43 | 697      |
| Orada                  | 70,40 | 6,07  | 14,23 | 3,80 | 1,14 | 2,47 | 527      |
| Rio de Moinhos         | 69,11 | 11,67 | 9,39  | 4,62 | 1,76 | 1,10 | 1 363    |
| Borba                  | 63,57 | 13,26 | 12,71 | 4,69 | 2,25 | 1,11 | 4 667    |

### Estremoz
| Partido                 | Partido                        | Votos  | %               | +/-   |
| ----------------------- | ------------------------------ | ------ | --------------- | ----- |
|                         | Partido Socialista             | 4 519  | 51,36 / 100,00  | 8,45  |
|                         | Partido Social Democrata       | 1 949  | 22,15 / 100,00  | 10,19 |
|                         | Coligação Democrática Unitária | 1 136  | 12,91 / 100,00  | 0,65  |
|                         | Partido Popular                | 429    | 4,88 / 100,00   | 0,56  |
|                         | Bloco de Esquerda              | 372    | 4,23 / 100,00   | 2,36  |
|                         | PCTP/MRPP                      | 101    | 1,15 / 100,00   | 0,02  |
|                         | Outros                         | 68     | 0,77 / 100,00   |       |
| Votos Inválidos         | Votos Inválidos                | 225    | 2,56 / 100,00   | 0,69  |
| Total                   | Total                          | 8 799  | 100,00 / 100,00 |       |
| Eleitorado/Participação | Eleitorado/Participação        | 13 577 | 64,81 / 100,00  | 4,10  |

| Freguesia                 | %     | %     | %     | %    | %    | %    | Votantes |
| Freguesia                 | PS    | PSD   | CDU   | PP   | BE   | PCTP | Votantes |
| ------------------------- | ----- | ----- | ----- | ---- | ---- | ---- | -------- |
| Arcos                     | 57,85 | 19,11 | 12,30 | 2,75 | 3,14 | 0,92 | 764      |
| Estremoz (Santa Maria)    | 44,46 | 26,88 | 11,93 | 6,16 | 6,10 | 0,58 | 3 293    |
| Estremoz (Santo André)    | 49,21 | 26,61 | 7,67  | 7,01 | 4,72 | 1,05 | 1 526    |
| Évora Monte               | 57,76 | 12,72 | 19,59 | 2,04 | 2,29 | 2,54 | 393      |
| Glória                    | 57,07 | 10,87 | 19,57 | 2,45 | 4,62 | 2,72 | 368      |
| Santa Vitória do Ameixial | 46,91 | 16,94 | 24,76 | 2,61 | 3,58 | 2,28 | 307      |
| Santo Estêvão             | 42,37 | 32,20 | 18,64 | 5,08 | 0    | 1,69 | 59       |
| São Bento de Ana Loura    | 37,50 | 6,25  | 50,00 | 0    | 6,25 | 0    | 16       |
| São Bento do Ameixial     | 52,94 | 28,99 | 8,82  | 2,52 | 3,78 | 0,84 | 238      |
| São Bento do Cortiço      | 65,92 | 15,25 | 9,19  | 3,36 | 2,47 | 2,02 | 446      |
| São Domingos de Ana Loura | 45,96 | 7,35  | 34,56 | 4,78 | 0,74 | 3,31 | 272      |
| São Lourenço de Mamporcão | 50,13 | 18,18 | 23,90 | 1,56 | 1,56 | 2,08 | 385      |
| Veiros                    | 69,95 | 16,80 | 5,46  | 4,10 | 1,23 | 0,41 | 732      |
| Estremoz                  | 51,36 | 22,15 | 12,91 | 4,88 | 4,23 | 1,15 | 8 799    |

### Évora
| Partido                 | Partido                        | Votos  | %               | +/-  |
| ----------------------- | ------------------------------ | ------ | --------------- | ---- |
|                         | Partido Socialista             | 15 163 | 49,44 / 100,00  | 5,00 |
|                         | Partido Social Democrata       | 5 741  | 18,72 / 100,00  | 8,67 |
|                         | Coligação Democrática Unitária | 5 191  | 16,92 / 100,00  | 0,07 |
|                         | Bloco de Esquerda              | 1 825  | 5,95 / 100,00   | 3,51 |
|                         | Partido Popular                | 1 428  | 4,66 / 100,00   | 0,64 |
|                         | PCTP/MRPP                      | 312    | 1,02 / 100,00   | 0,08 |
|                         | Outros                         | 242    | 0,78 / 100,00   |      |
| Votos Inválidos         | Votos Inválidos                | 770    | 2,51 / 100,00   | 0,79 |
| Total                   | Total                          | 30 672 | 100,00 / 100,00 |      |
| Eleitorado/Participação | Eleitorado/Participação        | 46 180 | 66,42 / 100,00  | 3,60 |

| Freguesia                       | %     | %     | %     | %    | %     | %    | Votantes |
| Freguesia                       | PS    | PSD   | CDU   | BE   | PP    | PCTP | Votantes |
| ------------------------------- | ----- | ----- | ----- | ---- | ----- | ---- | -------- |
| Bacelo                          | 54,53 | 14,89 | 15,56 | 7,38 | 3,70  | 0,89 | 4 049    |
| Canaviais                       | 55,87 | 11,74 | 17,75 | 7,15 | 2,43  | 1,69 | 1 482    |
| Évora (Santo Antão)             | 40,07 | 26,14 | 15,66 | 5,28 | 7,74  | 1,00 | 1 098    |
| Évora (São Mamede)              | 46,00 | 20,81 | 15,61 | 7,17 | 6,03  | 0,70 | 1 576    |
| Horta das Figueiras             | 53,62 | 17,38 | 14,41 | 5,88 | 4,23  | 0,79 | 3 810    |
| Malagueira                      | 44,60 | 21,37 | 17,48 | 7,13 | 5,15  | 0,96 | 6 550    |
| Nossa Senhora da Boa Fé         | 25,83 | 22,50 | 43,33 | 2,92 | 0,83  | 1,67 | 240      |
| Nossa Senhora da Graça do Divor | 35,79 | 7,72  | 46,32 | 4,21 | 1,75  | 2,11 | 285      |
| Nossa Senhora da Tourega        | 53,86 | 10,85 | 21,51 | 4,96 | 3,49  | 1,84 | 544      |
| Nossa Senhora de Guadalupe      | 58,54 | 9,06  | 19,16 | 5,57 | 3,83  | 1,74 | 287      |
| Nossa Senhora de Machede        | 53,43 | 4,67  | 32,55 | 2,34 | 1,90  | 2,04 | 685      |
| São Bento do Mato               | 54,73 | 23,24 | 9,73  | 4,19 | 3,65  | 0,95 | 740      |
| São Manços                      | 60,70 | 13,88 | 17,06 | 1,67 | 1,17  | 2,01 | 598      |
| São Miguel de Machede           | 48,28 | 13,07 | 27,59 | 4,54 | 1,81  | 1,81 | 551      |
| São Sebastião da Giesteira      | 59,08 | 10,71 | 21,41 | 3,06 | 1,53  | 2,10 | 523      |
| São Vicente do Pigeiro          | 68,71 | 9,71  | 15,83 | 2,52 | 0,72  | 0,72 | 278      |
| Sé e São Pedro                  | 42,34 | 26,62 | 12,51 | 4,28 | 10,57 | 0,47 | 1 495    |
| Senhora da Saúde                | 47,87 | 23,18 | 13,27 | 5,90 | 5,49  | 0,80 | 5 388    |
| Torre de Coelheiros             | 52,94 | 7,51  | 34,69 | 1,83 | 1,22  | 1,01 | 493      |
| Évora                           | 49,44 | 18,72 | 16,92 | 5,95 | 4,66  | 1,02 | 30 672   |

### Montemor-o-Novo
| Partido                 | Partido                        | Votos  | %               | +/-  |
| ----------------------- | ------------------------------ | ------ | --------------- | ---- |
|                         | Partido Socialista             | 4 706  | 42,89 / 100,00  | 6,68 |
|                         | Coligação Democrática Unitária | 3 562  | 32,46 / 100,00  | 2,45 |
|                         | Partido Social Democrata       | 1 432  | 13,05 / 100,00  | 7,38 |
|                         | Bloco de Esquerda              | 432    | 3,94 / 100,00   | 2,38 |
|                         | Partido Popular                | 373    | 3,40 / 100,00   | 0,41 |
|                         | PCTP/MRPP                      | 161    | 1,47 / 100,00   | 0,13 |
|                         | Outros                         | 102    | 0,93 / 100,00   |      |
| Votos Inválidos         | Votos Inválidos                | 204    | 1,86 / 100,00   | 0,35 |
| Total                   | Total                          | 10 972 | 100,00 / 100,00 |      |
| Eleitorado/Participação | Eleitorado/Participação        | 15 695 | 69,91 / 100,00  | 3,03 |

| Freguesia                 | %     | %     | %     | %    | %    | %    | Votantes |
| Freguesia                 | PS    | CDU   | PSD   | BE   | PP   | PCTP | Votantes |
| ------------------------- | ----- | ----- | ----- | ---- | ---- | ---- | -------- |
| Cabrela                   | 49,77 | 27,40 | 14,38 | 2,28 | 2,74 | 0,46 | 438      |
| Ciborro                   | 72,70 | 14,01 | 5,67  | 4,79 | 0,53 | 1,42 | 564      |
| Cortiçadas                | 29,72 | 45,24 | 13,36 | 2,67 | 2,67 | 1,67 | 599      |
| Foros de Vale de Figueira | 47,00 | 35,59 | 7,24  | 3,24 | 1,69 | 2,00 | 649      |
| Lavre                     | 51,84 | 21,88 | 14,15 | 4,60 | 3,86 | 0,74 | 544      |
| Nossa Senhora da Vila     | 43,28 | 31,35 | 12,18 | 4,48 | 4,42 | 1,41 | 3 193    |
| Nossa Senhora do Bispo    | 41,72 | 28,70 | 16,41 | 4,49 | 4,17 | 1,60 | 3 188    |
| Santiago do Escoural      | 38,88 | 44,98 | 8,58  | 2,90 | 1,55 | 1,14 | 967      |
| São Cristóvão             | 26,73 | 42,50 | 21,35 | 1,92 | 3,46 | 1,73 | 520      |
| Silveiras                 | 27,74 | 54,84 | 8,71  | 2,90 | 0,97 | 2,58 | 310      |
| Montemor-o-Novo           | 42,89 | 32,46 | 13,05 | 3,94 | 3,40 | 1,47 | 10 972   |

### Mora
| Partido                 | Partido                        | Votos | %               | +/-  |
| ----------------------- | ------------------------------ | ----- | --------------- | ---- |
|                         | Partido Socialista             | 1 405 | 40,09 / 100,00  | 5,63 |
|                         | Coligação Democrática Unitária | 1 138 | 32,47 / 100,00  | 1,25 |
|                         | Partido Social Democrata       | 553   | 15,78 / 100,00  | 9,15 |
|                         | Bloco de Esquerda              | 122   | 3,48 / 100,00   | 2,35 |
|                         | Partido Popular                | 120   | 3,42 / 100,00   | 0,06 |
|                         | PCTP/MRPP                      | 54    | 1,54 / 100,00   | 0,24 |
|                         | Outros                         | 32    | 0,92 / 100,00   |      |
| Votos Inválidos         | Votos Inválidos                | 81    | 2,31 / 100,00   | 0,26 |
| Total                   | Total                          | 3 505 | 100,00 / 100,00 |      |
| Eleitorado/Participação | Eleitorado/Participação        | 5 375 | 65,21 / 100,00  | 2,56 |

| Freguesia | %     | %     | %     | %    | %    | %    | Votantes |
| Freguesia | PS    | CDU   | PSD   | BE   | PP   | PCTP | Votantes |
| --------- | ----- | ----- | ----- | ---- | ---- | ---- | -------- |
| Brotas    | 30,45 | 41,06 | 18,72 | 2,23 | 1,96 | 1,96 | 358      |
| Cabeção   | 45,02 | 35,06 | 9,40  | 3,65 | 3,09 | 1,68 | 713      |
| Mora      | 39,62 | 32,17 | 16,62 | 3,96 | 3,02 | 1,18 | 1 691    |
| Pavia     | 41,05 | 26,51 | 18,57 | 2,83 | 5,38 | 2,02 | 743      |
| Mora      | 40,09 | 32,47 | 15,78 | 3,48 | 3,42 | 1,54 | 3 505    |

### Mourão
| Partido                 | Partido                        | Votos | %               | +/-   |
| ----------------------- | ------------------------------ | ----- | --------------- | ----- |
|                         | Partido Socialista             | 994   | 61,78 / 100,00  | 9,46  |
|                         | Partido Social Democrata       | 353   | 21,94 / 100,00  | 11,43 |
|                         | Coligação Democrática Unitária | 90    | 5,59 / 100,00   | 0,42  |
|                         | Bloco de Esquerda              | 62    | 3,85 / 100,00   | 3,35  |
|                         | Partido Popular                | 55    | 3,42 / 100,00   | 0,91  |
|                         | Outros                         | 20    | 1,24 / 100,00   |       |
| Votos Inválidos         | Votos Inválidos                | 35    | 2,18 / 100,00   | 0,33  |
| Total                   | Total                          | 1 609 | 100,00 / 100,00 |       |
| Eleitorado/Participação | Eleitorado/Participação        | 2 562 | 62,80 / 100,00  | 1,56  |

| Freguesia | %     | %     | %    | %    | %    | Votantes |
| Freguesia | PS    | PSD   | CDU  | BE   | PP   | Votantes |
| --------- | ----- | ----- | ---- | ---- | ---- | -------- |
| Granja    | 71,81 | 15,18 | 4,58 | 4,34 | 1,45 | 415      |
| Luz       | 42,92 | 49,36 | 2,15 | 0    | 2,15 | 233      |
| Mourão    | 62,02 | 18,21 | 6,87 | 4,58 | 4,58 | 961      |
| Mourão    | 61,78 | 21,94 | 5,59 | 3,85 | 3,42 | 1 609    |

### Portel
| Partido                 | Partido                        | Votos | %               | +/-  |
| ----------------------- | ------------------------------ | ----- | --------------- | ---- |
|                         | Partido Socialista             | 1 994 | 50,85 / 100,00  | 5,38 |
|                         | Coligação Democrática Unitária | 1 303 | 33,23 / 100,00  | 0,27 |
|                         | Partido Social Democrata       | 303   | 7,73 / 100,00   | 6,73 |
|                         | Bloco de Esquerda              | 93    | 2,37 / 100,00   | 1,44 |
|                         | PCTP/MRPP                      | 73    | 1,86 / 100,00   | 0,19 |
|                         | Partido Popular                | 61    | 1,56 / 100,00   | 0,78 |
|                         | Outros                         | 30    | 0,76 / 100,00   |      |
| Votos Inválidos         | Votos Inválidos                | 64    | 1,63 / 100,00   | 0,48 |
| Total                   | Total                          | 2 233 | 100,00 / 100,00 |      |
| Eleitorado/Participação | Eleitorado/Participação        | 3 921 | 63,71 / 100,00  | 4,00 |

| Freguesia                 | %     | %     | %     | %    | %    | %    | Votantes |
| Freguesia                 | PS    | CDU   | PSD   | BE   | PCTP | PP   | Votantes |
| ------------------------- | ----- | ----- | ----- | ---- | ---- | ---- | -------- |
| Alqueva                   | 65,71 | 24,49 | 2,45  | 0,41 | 1,22 | 1,22 | 245      |
| Amieira                   | 34,07 | 51,85 | 3,33  | 2,59 | 2,22 | 2,22 | 270      |
| Monte do Trigo            | 46,61 | 39,39 | 7,22  | 2,02 | 1,59 | 1,59 | 693      |
| Oriola                    | 64,62 | 26,15 | 3,08  | 2,31 | 2,69 | 0    | 260      |
| Portel                    | 47,61 | 32,67 | 11,49 | 2,79 | 1,33 | 1,73 | 1 506    |
| Santana                   | 57,93 | 26,22 | 6,34  | 2,02 | 1,73 | 3,17 | 347      |
| São Bartolomeu do Outeiro | 59,14 | 26,86 | 4,29  | 3,43 | 3,43 | 0,57 | 350      |
| Vera Cruz                 | 50,00 | 34,00 | 8,00  | 1,60 | 3,20 | 0,80 | 250      |
| Portel                    | 50,85 | 33,23 | 7,73  | 2,37 | 1,86 | 1,56 | 3 921    |

### Redondo
| Partido                 | Partido                        | Votos | %               | +/-   |
| ----------------------- | ------------------------------ | ----- | --------------- | ----- |
|                         | Partido Socialista             | 1 892 | 49,66 / 100,00  | 8,47  |
|                         | Coligação Democrática Unitária | 756   | 19,84 / 100,00  | 3,14  |
|                         | Partido Social Democrata       | 607   | 15,93 / 100,00  | 10,25 |
|                         | Bloco de Esquerda              | 223   | 5,85 / 100,00   | 3,40  |
|                         | Partido Popular                | 146   | 3,83 / 100,00   | 2,08  |
|                         | PCTP/MRPP                      | 85    | 2,23 / 100,00   | 0,51  |
|                         | Outros                         | 35    | 0,92 / 100,00   |       |
| Votos Inválidos         | Votos Inválidos                | 66    | 1,73 / 100,00   | 0,01  |
| Total                   | Total                          | 3 810 | 100,00 / 100,00 |       |
| Eleitorado/Participação | Eleitorado/Participação        | 6 272 | 60,75 / 100,00  | 5,63  |

| Freguesia | %     | %     | %     | %    | %    | %    | Votantes |
| Freguesia | PS    | CDU   | PSD   | BE   | PP   | PCTP | Votantes |
| --------- | ----- | ----- | ----- | ---- | ---- | ---- | -------- |
| Montoito  | 49,63 | 27,20 | 13,17 | 3,41 | 2,32 | 1,71 | 820      |
| Redondo   | 49,67 | 17,83 | 16,69 | 6,52 | 4,25 | 2,37 | 2 990    |
| Redondo   | 49,66 | 19,84 | 15,93 | 5,85 | 3,83 | 2,23 | 3 810    |

### Reguengos de Monsaraz
| Partido                 | Partido                        | Votos | %               | +/-   |
| ----------------------- | ------------------------------ | ----- | --------------- | ----- |
|                         | Partido Socialista             | 3 547 | 61,19 / 100,00  | 9,73  |
|                         | Partido Social Democrata       | 974   | 16,80 / 100,00  | 11,32 |
|                         | Coligação Democrática Unitária | 631   | 10,88 / 100,00  | 0,66  |
|                         | Bloco de Esquerda              | 213   | 3,67 / 100,00   | 2,15  |
|                         | Partido Popular                | 166   | 2,86 / 100,00   | 0,84  |
|                         | PCTP/MRPP                      | 76    | 1,31 / 100,00   | 0,04  |
|                         | Outros                         | 64    | 1,10 / 100,00   |       |
| Votos Inválidos         | Votos Inválidos                | 126   | 2,18 / 100,00   | 0,76  |
| Total                   | Total                          | 5 797 | 100,00 / 100,00 |       |
| Eleitorado/Participação | Eleitorado/Participação        | 9 150 | 63,36 / 100,00  | 6,34  |

| Freguesia             | %     | %     | %     | %    | %    | %    | Votantes |
| Freguesia             | PS    | PSD   | CDU   | BE   | PP   | PCTP | Votantes |
| --------------------- | ----- | ----- | ----- | ---- | ---- | ---- | -------- |
| Campinho              | 68,52 | 6,26  | 16,82 | 1,79 | 1,97 | 2,15 | 559      |
| Campo                 | 70,14 | 14,25 | 7,24  | 1,81 | 1,13 | 1,13 | 442      |
| Corval                | 66,19 | 14,12 | 11,39 | 2,25 | 1,42 | 1,54 | 843      |
| Monsaraz              | 70,41 | 11,42 | 9,93  | 2,25 | 2,06 | 1,12 | 534      |
| Reguengos de Monsaraz | 55,16 | 20,36 | 10,41 | 4,80 | 3,71 | 1,17 | 3 419    |
| Reguengos de Monsaraz | 61,19 | 16,80 | 10,88 | 3,67 | 2,86 | 1,31 | 5 797    |

### Vendas Novas
| Partido                 | Partido                        | Votos  | %               | +/-  |
| ----------------------- | ------------------------------ | ------ | --------------- | ---- |
|                         | Partido Socialista             | 2 809  | 41,26 / 100,00  | 7,40 |
|                         | Coligação Democrática Unitária | 1 778  | 26,12 / 100,00  | 0,19 |
|                         | Partido Social Democrata       | 1 272  | 18,68 / 100,00  | 9,13 |
|                         | Partido Popular                | 302    | 4,44 / 100,00   | 1,77 |
|                         | Bloco de Esquerda              | 299    | 4,39 / 100,00   | 2,80 |
|                         | PCTP/MRPP                      | 105    | 1,54 / 100,00   | 0,20 |
|                         | Outros                         | 76     | 1,12 / 100,00   |      |
| Votos Inválidos         | Votos Inválidos                | 167    | 2,46 / 100,00   | 0,46 |
| Total                   | Total                          | 6 808  | 100,00 / 100,00 |      |
| Eleitorado/Participação | Eleitorado/Participação        | 10 345 | 65,81 / 100,00  | 2,88 |

| Freguesia    | %     | %     | %     | %    | %    | %    | Votantes |
| Freguesia    | PS    | CDU   | PSD   | PP   | BE   | PCTP | Votantes |
| ------------ | ----- | ----- | ----- | ---- | ---- | ---- | -------- |
| Landeira     | 40,64 | 34,86 | 14,94 | 1,79 | 3,78 | 1,59 | 502      |
| Vendas Novas | 41,31 | 25,42 | 18,98 | 4,65 | 4,44 | 1,54 | 6 306    |
| Vendas Novas | 41,26 | 26,12 | 18,68 | 4,44 | 4,39 | 1,54 | 6 808    |

### Viana do Alentejo
| Partido                 | Partido                        | Votos | %               | +/-  |
| ----------------------- | ------------------------------ | ----- | --------------- | ---- |
|                         | Partido Socialista             | 1 391 | 46,46 / 100,00  | 7,77 |
|                         | Coligação Democrática Unitária | 857   | 28,62 / 100,00  | 1,30 |
|                         | Partido Social Democrata       | 369   | 12,32 / 100,00  | 8,71 |
|                         | Bloco de Esquerda              | 131   | 4,38 / 100,00   | 2,79 |
|                         | PCTP/MRPP                      | 72    | 2,40 / 100,00   | 0,32 |
|                         | Partido Popular                | 71    | 2,37 / 100,00   | 0,66 |
|                         | Outros                         | 28    | 0,93 / 100,00   |      |
| Votos Inválidos         | Votos Inválidos                | 75    | 2,50 / 100,00   | 0,34 |
| Total                   | Total                          | 2 994 | 100,00 / 100,00 |      |
| Eleitorado/Participação | Eleitorado/Participação        | 4 833 | 61,95 / 100,00  | 7,67 |

| Freguesia         | %     | %     | %     | %    | %    | %    | Votantes |
| Freguesia         | PS    | CDU   | PSD   | BE   | PCTP | PP   | Votantes |
| ----------------- | ----- | ----- | ----- | ---- | ---- | ---- | -------- |
| Aguiar            | 37,67 | 50,66 | 2,42  | 4,85 | 1,76 | 1,32 | 454      |
| Alcáçovas         | 44,47 | 27,15 | 14,38 | 3,60 | 2,84 | 3,22 | 1 057    |
| Viana do Alentejo | 50,57 | 22,93 | 13,89 | 4,79 | 2,29 | 2,09 | 1 483    |
| Viana do Alentejo | 46,46 | 28,62 | 12,32 | 4,38 | 2,40 | 2,37 | 2 994    |

### Vila Viçosa
| Partido                 | Partido                        | Votos | %               | +/-  |
| ----------------------- | ------------------------------ | ----- | --------------- | ---- |
|                         | Partido Socialista             | 2 601 | 53,31 / 100,00  | 9,20 |
|                         | Partido Social Democrata       | 960   | 19,68 / 100,00  | 8,94 |
|                         | Coligação Democrática Unitária | 746   | 15,29 / 100,00  | 0,27 |
|                         | Partido Popular                | 198   | 4,06 / 100,00   | 3,63 |
|                         | Bloco de Esquerda              | 192   | 3,94 / 100,00   | 2,80 |
|                         | PCTP/MRPP                      | 66    | 1,35 / 100,00   | 0,09 |
|                         | Outros                         | 35    | 0,71 / 100,00   |      |
| Votos Inválidos         | Votos Inválidos                | 81    | 1,66 / 100,00   | 0,29 |
| Total                   | Total                          | 4 879 | 100,00 / 100,00 |      |
| Eleitorado/Participação | Eleitorado/Participação        | 7 453 | 65,46 / 100,00  | 6,38 |

| Freguesia                    | %     | %     | %     | %    | %    | %    | Votantes |
| Freguesia                    | PS    | PSD   | CDU   | PP   | BE   | PCTP | Votantes |
| ---------------------------- | ----- | ----- | ----- | ---- | ---- | ---- | -------- |
| Bencatel                     | 48,36 | 12,24 | 31,84 | 1,09 | 2,49 | 1,69 | 1 005    |
| Ciladas                      | 69,61 | 13,18 | 9,81  | 2,89 | 2,09 | 0,80 | 622      |
| Pardais                      | 71,34 | 12,80 | 10,67 | 1,83 | 1,22 | 1,22 | 328      |
| Vila Viçosa (Conceição)      | 50,25 | 22,68 | 12,74 | 4,61 | 5,38 | 1,40 | 2 213    |
| Vila Viçosa (São Bartolomeu) | 47,26 | 29,11 | 6,75  | 8,58 | 4,36 | 1,27 | 711      |
| Vila Viçosa                  | 53,31 | 19,68 | 15,29 | 4,06 | 3,94 | 1,35 | 4 879    |